# Костелецкий, Давид
Давид Костелецкий (чеш. David Kostelecký, 12 мая 1975, Брно, Чехословакия) — чешский стрелок, выступающий в трапе. Олимпийский чемпион 2008 года, чемпион Европейских игр 2019 года, серебряный призёр Олимпийских игр 2020 в Токио, серебряный призёр чемпионата мира 2011 года, чемпион Европы 2002 и 2017 годов, чемпион мира среди юниоров 1995 года, чемпион Европы среди юниоров 1992 и 1993 годов, победитель финала Кубка мира 2021 года.
Участник Олимпийских игр 1996, 2000, 2008, 2012, 2016 и 2020 годов.
Медали на крупных турнирах (включая командные соревнования)
| ОИ | 1 | 1 | 0 |
| ЕИ | 1 | 0 | 0 |
| ЧМ | 0 | 4 | 2 |
| ЧЕ | 4 | 6 | 4 |
| КМ | 4 | 4 | 4 |

## Личная жизнь
Женат на Ленке Костелецкой (в девичестве Бартековой), сестре знаменитой словацкой спортсменки Данки Бартековой. У них трое сыновей: Денис, Алан и Даниэль.